# Vexillum apicitinctum
Vexillum apicitinctum is een slakkensoort uit de familie van de Costellariidae. De wetenschappelijke naam van de soort is voor het eerst geldig gepubliceerd in 1896 door Verco.